# Miguel Otero Silva
Miguel Otero Silva (Barcelona, 26 ottobre 1908 – Caracas, 28 agosto 1985) è stato un poeta venezuelano.

## Biografia
Nato nello stato venezuelano di Anzoátegui da umile famiglia, suo padre era Enrique Otero Vizcarrondo, sua madre, che morì quando Miguel era ancora piccolo, si chiamava Mercedes Silva Pérez. 
È uno dei più famosi poeti venezuelani e della sua letteratura, il suo lavoro ha influenzato la politica e la storia della società venezuelana. 
Iscritto all'Università Centrale del Venezuela in ingegneria civile, non terminò mai gli studi perché iniziò ad interessarsi più alle materie letterarie, in particolar modo al giornalismo.
Fu direttore del giornale "El Nacional" , fondato da suo padre. Con Casas muertas (1955) vince il Premio Nacional de Literatura (1955-1956). Nel 1958 è eletto senatore, promuovendo la creazione dell'Instituto Nacional de Cultura y Bellas (INCIBA, 1960).
Nella sezione XII di Canto general, Pablo Neruda incluse una Carta a Miguel Otero Silva (Letter to Miguel Otero Silva, in Caracas (1948), San Francisco, Cranium Press, 1970).
Nel 1979, Miguel Otero, da sempre marxista riceve il Premio Lenin della pace, l'equivalente del Premio Nobel per la pace in Unione Sovietica, unico venezuelano ad averlo mai ricevuto.

## Opere

### Romanzi
- Fiebre (1939)
- Casas Muertas (1955)
- Oficina Nº 1 (1961)
- La muerte de Honorio (1963)
- Cuando quiero llorar no lloro (1970)
- Lope de Aguirre, príncipe de la libertad (1979)
- La piedra que era Cristo (1985)

### Poesía
- Agua y cauce: poemas revolucionarios (1937)
- 25 poemas (1942)
- Elegía coral a Andrés Eloy Blanco (1959)
- La Mar que es el Morir (1965)
- Las Celestiales (1965)
- Umbral (1966)

### Altro
- México y la revolución méxicana : un escritor venezolano en la Unión Soviética (1966)
- Florencia: ciudad del hombre (1974)
- Ocho palabreos (1974)
- Obra humorística completa (1977)
- Prosa completa: opiniones sobre arte y política (1977)
- Un morrocoy en el infierno: humor... humor... humor (1982)
- Escritos periodísticos (1998)

### In italiano
- Qui succede, signori, che mi gioco la morte, Firenze, Vallecchi, 1973
- Vittorino, Milano, Maitana, 1997